# Sigurd Savonius
Sigurd Johannes Savonius (Hämeenlinna, 2 novembre 1884 – 31 maggio 1931) è stato un ingegnere  e inventore finlandese.
È noto principalmente per essere l'inventore della turbina eolica Savonius, da lui ideata nel 1924.